# القرآن الكريم: النص والترجمة والتفسير
القرآن الكريم: النص والترجمة والتعليق هو ترجمة إنجليزية للقرآن الكريم قام بها البريطاني الهندي عبد الله يوسف علي (1872–1953) خلال الحكم البريطاني. لقد أصبحت هذه الترجمة من بين الترجمات الإنجليزية الأكثر شهرة للقرآن الكريم، ويرجع ذلك جزئيًا إلى استخدامها الهائل للحواشي، وتوزيعها ودعمها من المستفيدين في المملكة العربية السعودية خلال أواخر القرن العشرين.

## الرعاية السعودية
في عام 1980، شعرَت المؤسسة الدينية في السعودية بالحاجة إلى توفير ترجمة وتفسير موثوقين للقرآن الكريم باللغة الإنجليزية، لتلبية احتياجات القرّاء المتزايدين للغة الإنجليزية حول العالم. وبعد دراسة الترجمات المختلفة المتوفرة آنذاك، اختارت أربع لجان عليا تابعة للرئاسة العامة لإدارة البحوث العلمية الإسلامية ترجمة وتعليق يوسف علي كأفضل ما هو متاح للنشر. وبعد مراجعات كبيرة، طُبعت نسخة فاخرة بغلاف صلب عام 1985 في مجمع الملك فهد لطباعة المصحف الشريف بالمملكة العربية السعودية، وذلك بموجب الأمر الملكي رقم 12412. ومع ذلك، لم يُنسب اسم يوسف علي كمترجم على صفحة العنوان في هذه الطبعة. وقد اعتمدت هذه النسخة لفترة وجيزة كترجمة إنجليزية رسمية من قبل المؤسسة الدينية السعودية، إلى أن تم استبدالها بترجمة "القرآن الكريم – الترجمة النبيلة" ذات التوجه السلفي في عام 1993 عند صدورها في الأسواق.

## معاداة الصهيونية
وصف خَليل محمد [الإنجليزية]، الأستاذ المساعد بجامعة سان دييغو وعضو برنامج الماجستير في الأمن الداخلي، الترجمة بأنها "جدلية ضد اليهود" مستشهدًا بالمحتوى الموجود في حواشيها.  وقد كان التفسير يُنبه بالهجرة اليهودية لفلسطين ويحذر منها. في أوائل عام 2002، أمرت منطقة لوس أنجلوس الموحدة للمدارس [الإنجليزية] بإزالة الكتاب من مكتبات المدارس.

## روابط خارجية
- يتضمن مشروع القرآن ترجمة عبد الله يوسف علي مع التعليق والتفسير الموضح (الطبعة الأصلية من عام 1934).
- ترجمة القرآن الكريم على موقع Feedbooks بصيغة Epub و Kindle (Mobi) و PDF نسخة محفوظة 30 July 2012 على موقع واي باك مشين.
- تطبيق أندرويد للبحث في القرآن الكريم مع ترجمة عبد الله يوسف علي المتوفرة كإضافة
- القرآن الكريم ترجمة عبدالله يوسف علي
- ثلاث ترجمات للقرآن الكريم جنبًا إلى جنب بقلم عبد الله يوسف علي وآخرين في مشروع جوتنبرج
- ترجمة مجانية باللغة الإنجليزية بقلم عبد الله يوسف علي متوفرة بتنسيقات PDF وEPUB وKINDLE (mobi)